# 三角拟杓蛤
是笋螂目杓蛤科拟杓蛤属的一种。主要分布于韩国、中国大陆、台湾，常栖息在水深66－78米细颗粒的软泥底。